# رالف گرینسون
رالف آر. گرینسون (به انگلیسی: Ralph R. Greenson، با نام تولد: رومئو ساموئل گرینسچپون (Romeo Samuel Greenschpoon)؛ ۲۰ سپتامبر ۱۹۱۱ – ۲۴ نوامبر ۱۹۷۹) روان‌شناس، روان‌پزشک و استاد دانشگاه اهل ایالات متحده آمریکا بود. علت سرشناسی او این است که روان‌پزشک مریلین مونرو بود.